# Joachim Rønneberg
D.S.O. Joachim Holmboe Rønneberg (Ålesund, 30 agosto 1919 – Ålesund, 21 ottobre 2018) è stato un militare e partigiano norvegese, noto per essere stato uno degli artefici del cosiddetto raid del Telemark.

## Biografia

### Inizio della carriera militare
Rønneberg iniziò la sua carriera di militare nel 1938. A seconda guerra mondiale iniziata, a seguito anche dell'invasione della Norvegia da parte della Germania nell'aprile del 1940, Rønneberg entrò a far parte della Kompani Linge, fuggendo con altri suoi amici dalla Norvegia occupata in Scozia in quello stesso anno. Andò poi nel Regno Unito, dove ricevette un addestramento militare, conseguendo il grado di sottotenente.

### Il raid del Telemark
Una volta assunto il ruolo di primo tenente e responsabile dell'allenamento, Rønneberg selezionò e guidò una spedizione composta da sei uomini in quello che verrà ricordato come Operazione Gunnerside, affiancata da altri uomini che costituivano le operazioni Grouse e Freshman. Lo scopo di queste operazioni era quello di far saltare in aria una centrale idroelettrica di Tinn, nella contea di Telemark in Norvegia, che produceva acqua pesante necessaria per la produzione di ordigni atomici.
Assieme ai suoi uomini, il 16 febbraio 1943 Rønneberg si paracadutò su un altopiano della città e dopo 10 giorni arrivarono all'impianto idroelettrico, dove, nella notte tra il 27 e il 28 febbraio piazzarono al suo interno decine di cariche esplosive, riuscendo a farlo esplodere e a dileguarsi mentre l'esplosione era in corso. Le guardie tedesche, ignare sia del commando che del piano per far saltare in aria la centrale, pensarono che la demolizione dell'edificio fosse dovuta all'innesco da parte del peso della neve di una delle mine sotterrate in quelle zone.
Sebbene inseguiti da oltre 2 000 soldati tedeschi, cinque dei sabotatori, tra cui lo stesso Rønneberg, riuscirono a salvarsi raggiungendo la Svezia dopo 14 giorni di cammino.
Non appena l'impianto venne ricostruito e la produzione riavviata, il 16 novembre successivo 161 bombardieri pesanti dell'USAAF attaccarono l'impianto di Vemork e altri 12 bombardieri l'impianto di azoto nella vicina Tinn. L'attacco non è stato chiarito con il governo norvegese in esilio a Londra e ha portato a una crisi diplomatica tra il governo norvegese e gli altri alleati. Di particolare interesse per il governo norvegese era il target della fabbrica di azoto di Tinn, in quanto presumibilmente produceva solo prodotti per l'agricoltura da investire in tutta la Norvegia. 21 vittime civili sono rimaste uccise nel bombardamento. Dopodiché i tedeschi decisero di trasferire la produzione in Germania, portando il governo britannico a ordinare al sabotatore norvegese Knut Haukelid di affondare il traghetto norvegese SF Hydro che trasportava i contenitori di acqua pesante sul lago Tinn. Il traghetto fu affondato con esplosivi nascosti il 19 febbraio 1944, abbattendo 15.000 litri di acqua pesante e uccidendo 14 civili norvegesi, mettendo fine alla lotta per l'acqua pesante in Norvegia.

### Dopo il raid del Telemark
Dopo essere riuscito nell'impresa, nel gennaio 1945 Rønneberg guidò un gruppo di tre uomini con lo scopo di far saltare in aria il ponte Stuguflåt a Oppland, facendo esplodere il ponte con una carica di esplosivo plastico di 130 kg.

### Dopo la guerra
Dopo la liberazione della Norvegia e la fine della guerra, Rønneberg si ritirò a vita privata e nel 1995 venne insignito assieme al partigiano Gunnar Sønsteby e all'imprenditore Erling Lorentzen di un premio dalla Camera di commercio norvegese-americano per il loro impegno e spirito di conquista che hanno portato a creare delle buone relazioni tra Stati Uniti e Norvegia.